# Festival des 3 Continents 2022
Le Festival des 3 Continents 2022, 44e édition du festival, se déroule du 18 au 27 novembre 2022 à Nantes.

## Déroulement
Outre la compétition, la 44e édition du festival proposera un hommage à Hirokazu Kore-eda, une intégrale Mike De Leon,  et des rétrospectives consacrées au cinéma indien des années 1970 et 1980, et au réalisateur argentin Raúl Perrone.
Le 27 novembre 2022, le palmarès est dévoilé : le film vietnamien Cendres glorieuses de Bùi Thạc Chuyên remporte la Montgolfière d'or, alors que le film iranien Scent of Wind de Hadi Mohaghegh remporte la Montgolfière d'argent,,

## Jury
- Stéphane Batut, directeur de casting et réalisateur
- Renato Berta, directeur de la photographie
- Moustapha Mbengue, musicien et acteur
- Vimala Pons, actrice
- Axelle Ropert, réalisatrice

## Sélection

### En compétition
- Adieu, Capitaine de Vincent Carelli et Tatiana Almeida  Brésil
- Autobiography de Makbul Mubarak  Indonésie
- Cendres glorieuses de Bùi Thạc Chuyên  Viêt Nam
- Day After... de Kamar Ahmad Simon  Bangladesh
- L'Hiver intérieur de Aamir Bashir  Inde
- Jet Lag de Zheng Lu Xinyuan  Chine
- Love Life de Kōji Fukada  Japon
- Rule 34 de Júlia Murat  Brésil
- Scent of Wind de Hadi Mohaghegh  Iran
- Shivamma de Jaishankar Aryar  Inde

### Séances spéciales
- Dirty Difficult Dangerous de Wissam Charaf  Liban (film d'ouverture)
- Nous, étudiants ! de Rafiki Fariala  République centrafricaine
- Le Pacte d'Alep de Karim Serjieh  Syrie
- Profonds désirs des dieux de Shōhei Imamura  Japon
- Rewind and Play de Alain Gomis  France
- La Romancière, le Film et le Heureux Hasard de Hong Sang-soo  Corée du Sud
- Sambizanga de Sarah Maldoror  Angola
- Suzhou River de Lou Ye  Chine
- Les Bonnes Étoiles de Hirokazu Kore-eda  Japon (film de clôture)

### Un automne indien
- Un jour avant la saison des pluies de Mani Kaul
- Une rivière nommée Titas de Ritwik Ghatak
- Donkey in the Brahmin village de John Abraham
- Arvind Desai Ki Ajeeb Dastaan de Saeed Akhtar Mirza
- The Circus Tent (Thampu) de G. Aravindan
- The Bogeyman (Kummatty) de G. Aravindan
- 36 Chowringhee Lane de Aparna Sen
- Water Water de Kailasam Balachander
- Les Ruines de Mrinal Sen
- Festival (Utsav) de Girish Karnad
- Report to Mother de John Abraham
- Om-Dar-B-Dar de Kamal Swaroop
- Disha de Sai Paranjpye
- Love in the Time of Malaria de Sanjiv Shah

### Un air de famille
- Les Bienheureux de Sofia Djama  France
- La ciénaga de Lucrecia Martel  Argentine
- Gente de bien de Franco Lolli  Colombie
- Gran Torino de Clint Eastwood  États-Unis
- Parasite de Bong Joon-ho  Corée du Sud
- Sofia de Meryem Benm'Barek  Maroc
- Voyage à Tokyo de Yasujirō Ozu  Japon

### Premiers Pas vers les 3 Continents
- Ivan Tsarevitch et la Princesse changeante de Michel Ocelot  France
- Dounia et la Princesse d'Alep de Marya Zarif et André Kadi  France  Canada
- Here My Village de Abas Aram  Iran

## Palmarès
- Montgolfière d'or : Cendres glorieuses de Bùi Thạc Chuyên
- Montgolfière d'argent : Scent of Wind de Hadi Mohaghegh
- Mention spéciale : Jet Lag de Zheng Lu Xinyuan
- Mention spéciale : Sol Miranda pour son rôle dans Rule 34
- Prix du public : L'Hiver intérieur de Aamir Bashir
- Prix du Jury Jeune : Shivamma de Jaishankar Aryar